# Theodosios (Patriarch von Antiochien)
Theodosios († 1. Juni 896) war Patriarch von Antiochien der syrisch-orthodoxen Kirche.
Der auf den Namen Romanos Getaufte war Mönch des Klosters Qartamin. Er interessierte sich für Pharmazie und Philosophie und verfasste auf beiden Gebieten eigene Schriften. Da sich die in Amida (Diyarbakır) versammelte Wahlsynode auf keinen Namen einigen konnte, wurde durch Los der neue Patriarch bestimmt. Das Los fiel am 5. Februar 887 auf den Mönch Theodosios, dem jedoch nur eine relativ kurze Amtszeit beschieden war.